# Polyscias kalabenonensis
Polyscias kalabenonensis är en araliaväxtart som beskrevs av Lowry och Martin Callmander. Polyscias kalabenonensis ingår i släktet Polyscias och familjen Araliaceae. Inga underarter finns listade.